# 安曇川町
安曇川町（あどがわちょう）は、かつて滋賀県高島郡に存在した町。湖西地域に含まれる。琵琶湖西岸の安曇川下流域に位置し、河川名から町名が付けられた。
2005年（平成17年）に合併により高島市が発足し、高島市安曇川町○○となった。

## 歴史
- 1954年（昭和29年）11月3日 - 広瀬村・安曇町・青柳村・本庄村が合併して発足。
- 2005年（平成17年）1月1日 - マキノ町・今津町・朽木村・高島町・新旭町と合併して高島市が発足。同日安曇川町廃止。

## 行政
2005年（平成17年）の合併後、安曇川町役場は高島市役所安曇川支所となった。

### 友好都市
- 守口市（大阪府）
  - 1981年（昭和56年）に友好都市提携。
- 大洲市（愛媛県）
  - 1999年（平成11年）に友好都市提携。

## 教育

### 小学校
- 安曇川町立安曇小学校
- 安曇川町立広瀬小学校
- 安曇川町立青柳小学校
- 安曇川町立本庄小学校

### 中学校
- 安曇川町立安曇川中学校

### 高等学校
- 滋賀県立安曇川高等学校

## 交通

### 鉄道
- JR西日本湖西線：安曇川駅

### 道路
- 町内を走る一般国道：国道161号
- 町内を走る県道
  - 滋賀県道23号小浜朽木高島線
  - 滋賀県道294号五番領安井川線
  - 滋賀県道298号常磐木音羽線
  - 滋賀県道305号南船木西万木線
  - 滋賀県道306号四津川鴨線

## 娯楽
- 安曇川映画劇場 - 映画館（〜1970年代）。

## 出身著名人
- 継体天皇 - 日本の第26代天皇 高島郡三尾（高島市安曇川町三尾里付近？）
- 彦主人王 - 古墳時代、継体天皇の父親
- 大井子 - 馬鹿力を持つ女性
- 田中吉政 - 戦国大名、高島氏庶流田中氏、安曇川町田中出身
- 中江藤樹 - 江戸時代の陽明学者、安曇川町青柳出身
- 熊沢蕃山 - 江戸時代の陽明学者、安曇川町青柳出身
- 渡忠秋 - 歌人、安曇川町南舟木出身
- 川島宇一郎 - 明治期の政治家（衆議院議員）、安曇川町長尾出身
- 安原仁兵衛 - 大正期の政治家（衆議院議員）・実業家、安曇川町西万木出身
- 饗庭昌威 - 郷土史家・宗教家、新旭町霜降出身
- 饗庭孝男 - 文芸評論家、フランス文学者。一時期、安曇川町で暮らした。母方の家族は、安曇川町田中出身。
- 河本にわ - 河本嘉久蔵の祖母、河本英典の曽祖母。出生記録が確認できる日本人として江戸時代生まれ最後の生き残りであり、長寿世界一だった。
- 鈴木表朔 - 漆芸家
- 青木文教 - 僧侶
- 河本嘉久蔵 - 政治家（元国土庁長官・参議院議員）、安曇川町出身
- 河本英典 - 政治家（参議院議員）、安曇川町出身
- 竹脇直巳 - ボブスレー選手、安曇川町出身
- 地村彰之 - 広島大学大学院文学研究科教授、安曇川町西万木出身
- 釆睪晃 - 仏教学者、大阪府生まれ、安曇川町出身
- 桂三度 - お笑い芸人、大阪市生まれ、安曇川町出身
- 渡辺仁 - 構成作家、放送作家、AZITO (テレビ制作)所属、桂三度の実の弟、安曇川町出身
- 土井隆 - お笑い芸人（リスナップ）、安曇川町出身
- 石黒浩 - ロボット工学者、安曇川町出身
- 竹脇出 - 京都大学大学院工学研究科教授
- 井保三兎 - 劇作家、役者、演出家
- 福井正明 - 政治家
- 須川信行 - 歌人、医師
- 岸誠二 - アニメーション演出家
- 水澤心吾 - 俳優
- りりかる＊ことぱぉ - アイドルユニットAH(嗚呼)

## その他
- 福井県遠敷郡上中町とは、平成の大合併の際、滋賀県高島郡6町村との合併（越境合併）を検討していたことがあった。